# Найда Ярослав Андрійович
Ярослав Андрійович Найда (2 січня 1945, Верба, Волинська область —  30 січня 2025, Торчин, Волинська область) — український композитор. Заслужений працівник культури України, Заслужений артист естрадного мистецтва України, соліст та керівник оркестру ансамблю пісні і танцю України «Колос», член Національної Ліги композиторів України.

## Біографія
Народився 2 січня 1945 року в с. Верба, Володимир-Волинського району, Волинської області. В 1962 році закінчив Оваднівську середню школу, а в 1969 році Луцьке державне музичне училище по спеціалізації диригент академічного хору, артист хору та викладач музики. Паралельно навчався заочно в Московському університеті мистецтв на факультеті малюнку і живопису, який закінчив в 1973 році.
В 1969 році був направлений на посаду художнього керівника та соліста-вокаліста в заслужений ансамбль пісні і танцю України «Колос». Працюючи в ансамблі, одночасно працював викладачем місцевої музичної школи. В 1978 році продовжив навчання в Київському інституті культури, а в 1983 році закінчив повний курс Рівненського інституту культури. В 1981 році був призначений керівником оркестру народних інструментів вищезгаданого ансамблю, та директором Торчинської дитячої музичної школи де працює і досі.
Ярослав Найда — соліст-вокаліст виступає в естрадному плані, а також має в своєму репертуарі твори народного та класичного характеру. Останнім часом виступає як соліст-вокаліст з симфонічним та духовим оркестрами Волинського училища культури і мистецтв ім. І. Стравінського, та в окремих концертах у складі концертної групи Волинської філармонії. Він є багаторазовим лауреатом міжнародних та всеукраїнських конкурсів та фестивалів. Заслужений працівник культури Ярослав Найда в 1996 році на 1 з'їзді Національної Ліги українських композиторів був прийнятий в члени Ліги, а також став членом її Правління за рішенням з'їзду, який відбувся в м. Тернопіль. З 2014 року є членом Національної спілки журналістів України. В 2018 році отримав почесне звання Заслужений артист естрадного мистецтва України,

## Музичні твори
Ярослав Найда, як композитор створив більше двохсот сучасних пісень на різну тематику. Відомі його пісні на слова Миколи Гнатюка «На Волині», «Колиска дитинства», «Матусині світанки», «Волиняночка», «Вічний сон», на слова Йосипа Струцюка «Похідна козацька», «До сина», «Через стільки літ», «Ми маленькі українці», на слова Івана Чернецького «Поспішайте творити добро», «Господи, помилуй нас», на слова Надії Гуменюк «Українонько», на слова Дмитра Павличка «Сонечко», на слова Василя Гея «Батьківське подвір'я», «Зоряний вальс», Євгенії Назарук «Зоряна вуаль», «Чаклунка», «Нефертіті», «А я чекала», Олександра Богачука «Незабудки», «Як тебе забути», Миколи Луківа «Старовинний вальс», «Лебедіє хата край села», Олександри Гандзюк «Коханій», «На Івана на Купала», Василя Простопчука «Королев любити важко», «Білі метілі», Ганни Антош «Дотики сну цілую», Анатолія Семенюка «Пливе туман», «Мелодія кохання», Володимира Калитенка «Сплять над водою клени», Миколи Онуфрійчука «Осінь», Любомира Горбачука «До матері спішіть», Кирила Іванущика «Славні козаки», «Моє село», Миколи Гаврилюка «Тепле літо моє», «Кохання чари», Степана Дружиновича «Любить-не любить», «Моя стежина» та інші. Ярослав Найда автор багатьох інструментальних творів, та пісенних збірок "Матусині світанки /2000 р./,"Пісенний світ дитинства" /2007 р./, «Мелодії кохання» /2012 р./, а також навчального посібника «Етюди для баяна» з методичними рекомендаціями /2011 р./ який визнаний найкращою книгою в номінації дитяча література на конкурсі «Світ волинської книги 2011». В 2014 році вийшла друком нова збірка пісень «Вітри любові».

## Аранжування, оркестровки
- Вокально-хореографічні композиції Заслуженого ансамблю пісні і танцю України «Колос»: «Червона калина», «Козаки», «Ой весна весна», «Купала», «Волинське весілля», «Три криниченьки», «Забави 1», «Забави 2», «Привітальна 1», «Привітальна 2», «Фінальна 1», «Фінальна 2», «Коровай», «Волинські вечори», «Веснянки», «Золота роса», і інші. Пісні для хорової групи ансамблю: «Колос нашої долі», «Чорний крук», «Йшли стрільці до бою», В моєму саду", «Прилетіли гуси з вирію», «Материнська пісня», «Земле наша мила», «Розпрягайте хлопці коней», «Стоїть гора високая», «Ой гарна я гарна», «Молодичка», « Ой намистечко», «Слава й печаль України», «Подушечка», «Реве та стогне Дніпр широкий», «Липа вековая», «Ой піду я до млина», «Висить ябко», Мій Торчин, моя Батьківщина", «Діва Марія», «Коли вертаюсь з далечі додому», «Рідне поліське село», «Пригорни мене доле», «Фронтові побратими», «Творцям Перемоги», «Зійшла зоря», «Слава й печаль України», «Колядки», «Заповіт», «Чорним очкам», «Наша пісня». «Вогонь Тарасового слова» і інші.
- Танці: «Душка», «Тропотянка», «Грайка», «Дівочий танець», «Повзунець», «Волинська полька», «Кременецька полька», «Шуруха», «Гарбуз-полька», «Коритненська полька», "Любешівська полька, «Марусина», «Похода», «Весільний танець з шишками», і ін.
- Твори для оркестрової групи: «Покутська полька», «Троїсті музики», «Фантазія на українські теми», і інші.

## Географія концертних гастролей
Свою виконавську майстерність шліфував в численних закордонних творчих поїздках зокрема в Чехії, Словаччині, Угорщині, Польщі, Фінляндії, Німеччині, Англії, Шотландії, Франції, Іспанії, Єгипті, Пуерто-Рико, США, Конго, Кубі, В'єтнамі, а також в Киргизстані, Туркменістані, Росії, Литві, Молдові.

## Громадська робота
Сьогодні Ярослав Найда веде велику громадську роботу. Він є заступником голови НЛУК у Волинській області, керує осередком «Просвіта» в Торчині, є членом Ради обласного товариства «Просвіта», це дозволяє йому проводити творчі зустрічі, концерти і інші заходи покликані подальшому сприянню розвитку національної музичної культури.